# Twój cień
Twój cień (ang. XO) – powieść Jeffery'ego Deavera wydana w 2012 roku. Jest to trzecia część serii, w której główną bohaterką jest Kathryn Dance.

## Fabuła
Młoda piosenkarka country, Kayleigh Towne, stoi u progu kariery muzycznej. Jest sławna i otaczają ją fani. W pewnym momencie wdaje się w niepozorną rozmowę z jednym z fanów, co prowadzi do tragedii – osoby z otoczenia wokalistki, zaczynają ginąć. Policja zwraca się wówczas z prośbą o pomoc do specjalistki od kinezyki, prowadzenia przesłuchań i mowy ciała, agentki Kalifornijskiego Biura Śledczego, Kathryn Dance.